# GeWorko

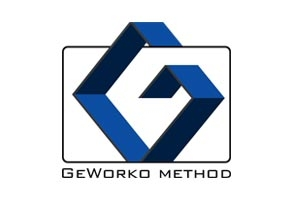

Metoda GeWorko (Model GeWorko) je metoda spojení syntetických finančních instrumentů na základě elementárních aktiv: měnové páry, akcie, komoditní futures atd. Podstatou této metody je vyjádřit hlavní aktiva/portfolia s pomocí kotačních aktiv/portfolií na základě jejích ukazatelů (poměru).
Personální kompozitní instrument je produktem realizace modelu GeWorko. PCI ovládá vypočítávanými historickými kotacemi a považuje se jednotkou nákupních a prodejních transakcí v souladu se zvoleným operačním objemem. Sada možných obchodních strategií na základě PCI obsahuje, ale se neomezuje obchodními páry, obchodním spreadem, investicemi do cenných papírů.
Soubor a struktura personálního kompozitního instrumentu se určují investorem prostřednictvím obchodního softwarového zajištění PCI. Vyjadřuje individuální přístup investora k analýze finančních trhů. To umožňuje porovnat hodnoty portfolia a předvídání odvětví nebo ekonomických sektorů ohledně vývoje na základě individuálního přístupu k analýze trhu.